# Domingo Colín
Domingo Colín Martínez (4 de agosto de 1952) es un atleta mexicano especializado en marcha atlética.
En 1976 participó en el Campeonato Mundial de Atletismo terminando cuarto en los 50 km marcha. De sus participaciones en la Copa del Mundo de Marcha Atlética es destacable la medalla de plata obtenida en el año 1977 en la ciudad británica de Milton Keynes sobre la distancia de 20 km. El año anterior participó en el Campeonato Mundial de Atletismo.
Colín participó en dos ocasiones en los juegos olímpicos, en los Juegos Olímpicos de Montreal 1976 y en los de Moscú 1980. En ambas ocasiones resultó descalificado.
Sus hijos Osvaldo Daniel Colin Arriaga y Oscar Miguel Colin Arriaga. Es hermano de los también marchadores Marcelino Colín, 17.º en los 20 km marcha en Los Ángeles 1984 y Pablo Colín, 25.º en los 50 km marcha en México 1968.

## Mejores marcas personales
| Mejores marcas personales | Mejores marcas personales | Mejores marcas personales | Mejores marcas personales |
| Distancia                 | Tiempo                    | Lugar                     | Fecha                     |
| ------------------------- | ------------------------- | ------------------------- | ------------------------- |
| 20 km                     | 1h:19:45                  | Cherkasy, Ucrania         | 27 de abril de 1980       |
| 50 km                     | 3h:47:18                  | Valencia, España          | 20 de mayo de 1979        |
| PC - Pista Cubierta       |                           |                           |                           |